# ジョン・ハナ (アメリカンフットボール)
ジョン・アレン・ハナ（John Allen Hannah、1951年4月1日 - ）は、アメリカ合衆国ジョージア州カントン出身の元アメリカンフットボール選手。
NFL史上最高のオフェンシブラインマンの1人として知られており、1991年にプロフットボール殿堂入りを果たしている。ニックネームは「ホグ（Hog）」。

## 経歴

### プロ入りまで
1951年ジョージア州カントンで生まれた。父親のハーバート・ハナはアラバマ大学のオフェンシブラインマンでジョンが生まれた1951年にニューヨーク・ジャイアンツでプレーした。アラバマ州アルベールビルで育った彼はテネシー州チャタヌーガのベイラー高校へ進学、アメリカンフットボール、レスリング、陸上競技を行い1967年の全米選手権で優勝したが高校3年次アルベールビル高校に移り1969年に卒業した。
アラバマ大学に進学した彼は1971年、1972年、オールアメリカンに選ばれる活躍を見せて、名将ベア・ブライアントヘッドコーチの下、シュガーボウルを制覇しチームの全米1位獲得に貢献した。また陸上競技、レスリングも行った。彼の名前は大学の20世紀オールチーム及び1970年代オールディケイドチームに選ばれている。陸上競技では砲丸投、円盤投を行った。1999年にカレッジフットボール殿堂入りを果たした。彼の在籍した3年間でチームは27勝8敗1分の成績を残し、彼は1933年から1982年までの50年間のサウスイースタン・カンファレンスオールチームにも選ばれた。ベア・ブライアントは後に自分が見た中で最高のオフェンシブラインマンだったと評価している。

### ニューイングランド・ペイトリオッツ
1973年のNFLドラフトの1巡目全体4位でニューイングランド・ペイトリオッツに指名されて入団した彼は1年目から先発選手として出場、最終週の試合は足の骨折で欠場した。大学時代にはウィッシュボーン隊形での起用が多かったがプロ入り後すぐにパスプロテクション、プルアウトなどのプレーを覚えた。
プロボウルに9回、オールプロに10回選ばれた屈指のオフェンシブラインマン。1978年から1981年まで4年連続でNFL選手会が選ぶ最優秀オフェンシブラインマンとなった。
ガードの彼とタックルのレオン・グレイのコンビは1970年代半ばから終わりにかけてNFLで最も優れたオフェンスラインコンビとして知られた。
1974年12月15日のマイアミ・ドルフィンズ戦でファンブルリカバータッチダウンをあげた。
1977年、契約交渉が長引いてホールドアウトしたことによる開幕からの3試合に欠場した。1978年には当時のNFL記録となるチームのシーズンラッシング獲得3,165ヤードの記録達成に大きく貢献した。
1978年に彼とグレイ、タイトエンドのラス・フランシスによるペイトリオッツの左サイドは強力なものとなりチームはラン攻撃で3,156ヤードを獲得するNFL記録を達成（現在もNFL記録）、11勝5敗でAFC東地区優勝を果たしたが彼も大きく貢献した。
1981年1月3日のスポーツ・イラストレイテッドでは"The Best Offensive Lineman of All Time."として表紙を飾った。
1985年シーズン、第20回スーパーボウルでチームがシカゴ・ベアーズに敗れた後、現役を引退した。彼が在籍した13シーズンでチームは7シーズンに勝ち越しし、負け越しは3シーズンであった。

### 現役引退後
彼の背番号73はペイトリオッツの永久欠番となった。1991年にプロフットボール殿堂入りを果たした。また1994年にはNFL75周年オールタイムチームに選ばれている。1999年にスポーティング・ニュースにより100人の偉大なフットボール選手の20位に選ばれたがこれはペイトリオッツの選手、ガードとしては最高のもので、オフェンシブラインマンとしてもアンソニー・ムニョスに次ぐ2番目にランクされた。
現役引退後、マサチューセッツ州にあるアカデミーのアシスタントコーチを経て、2004年に同州サマービルの高校のヘッドコーチに就任したが全敗に終わった。2005年に母校のベイラー高校のスペシャルアシスタントコーチに就任したがシーズン終了後辞任している。
2006年にスポーツ・イラストレイテッドによりアラバマ・クリムゾンタイドオールチームに選ばれている。

## 家族
彼の弟のチャーリー・ハナ、デビッドもアラバマ大学に進学しオールカンファレンスのラインマンとなった。チャーリーは1977年から1988年までタンパベイ・バッカニアーズ、ロサンゼルス・レイダースでプレーし第18回スーパーボウル優勝を味わっている。

## プレースタイル
NFLのオフェンシブラインマンとしてはやや背が低いと見られていたもののスピードや敏捷性、力強さを発揮、パスプロテクション、ランブロック、スウィープでのリードブロッカーとして活躍した。また激しいコンタクトを行うポジションながら13シーズンの191試合で怪我による欠場は5試合のみであった。